# Monumento a Bartolomeo Colleoni
La estatua ecuestre de Bartolomeo Colleoni es una escultura renacentista ubicada en Venecia (Véneto, Italia), obra de Andrea del Verrocchio creada entre 1480 y 1488.

## Historia
En 1475 el condottiero (comandante) Bartolomeo Colleoni, excapitán general de la República de Venecia, murió y por su voluntad dejó una parte sustancial de su patrimonio a la República con la condición de que se construyera una estatua de sí mismo en la Piazza San Marco. En 1479 la República anunció que iba a aceptar la herencia, aunque (como las estatuas no estaban permitidas en la Piazza) la estatua se colocaría en el espacio abierto delante de la Scuola de San Marcos. Un concurso fue dispuesto para seleccionar a un escultor. Tres escultores compitieron por el contrato: Verrocchio de Florencia, Alessandro Leopardi de Venecia y Bartolomeo Vellano de Padua. Verrocchio hizo un modelo de cera de su escultura propuesta, mientras que los demás hicieron modelos de madera y de cuero negro y arcilla. Los tres modelos fueron exhibidos en Venecia en 1483 y el contrato fue finalmente otorgado a Verrocchio, quien abrió un taller en Venecia e hizo el modelo de arcilla, que dejó listo para ser fundida en bronce, antes de su fallecimiento en 1488. A pesar de los deseos del propio Verrocchio, que había pedido que su alumno Lorenzo di Credi, que estaba entonces a cargo de su taller en Florencia, continuase su trabajo, el Senado veneciano eligió para dicha tarea al escultor Alessandro Leopardi. La estatua fue finalmente erigida sobre un pedestal en el campo de San Giovanni e Paolo de Venecia, donde se encuentra en la actualidad, y presentada al público en 1506.

## Descripción

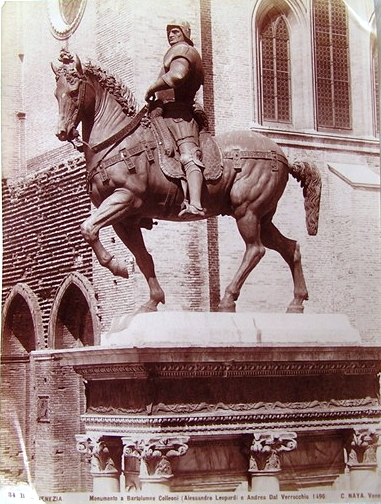
El monumento en el, fotografía de Carlo Naya.

Para el diseño de la estatua, Verrocchio se inspiró en el Gattamelata de Donatello y en la estatua ecuestre de Marco Aurelio erigida en Roma en el siglo II. Leopardi hizo el fundido de bronce con mucho éxito, la estatua es universalmente admirada, pero Pope-Hennessy sugiere que, si Verrocchio hubiera sido capaz de acabarla, habría terminado la cabeza y otras partes más suavemente y aún mejor de lo que es. A pesar de que no fue colocado donde Colleoni lo había previsto, Passavent hizo hincapié en lo bien que se ve en su posición real, escribiendo que "la magnífica sensación de movimiento en esta figura se muestra a excelente ventaja en su configuración actual" y que, como la escultura, "que supera con creces cualquier cosa que el siglo todavía había aspirado o creído posible" se señala que tanto el hombre y el caballo son igualmente bien y juntos son partes inseparables de la escultura.
Es poco probable que Verrocchio alguna vez viera en persona a Bartolomeo Colleoni, no se trata pues de un retrato del hombre, propiamente dicho, sino del ideal del comandante militar fuerte y despiadado que el florentino resuelve mediante la torsión y el fuerte escorzo del busto del condotiero, tan distinta de la imagen tranquila y noble del Gattamelata de Donatello en Padua.